# بيع الزوجات

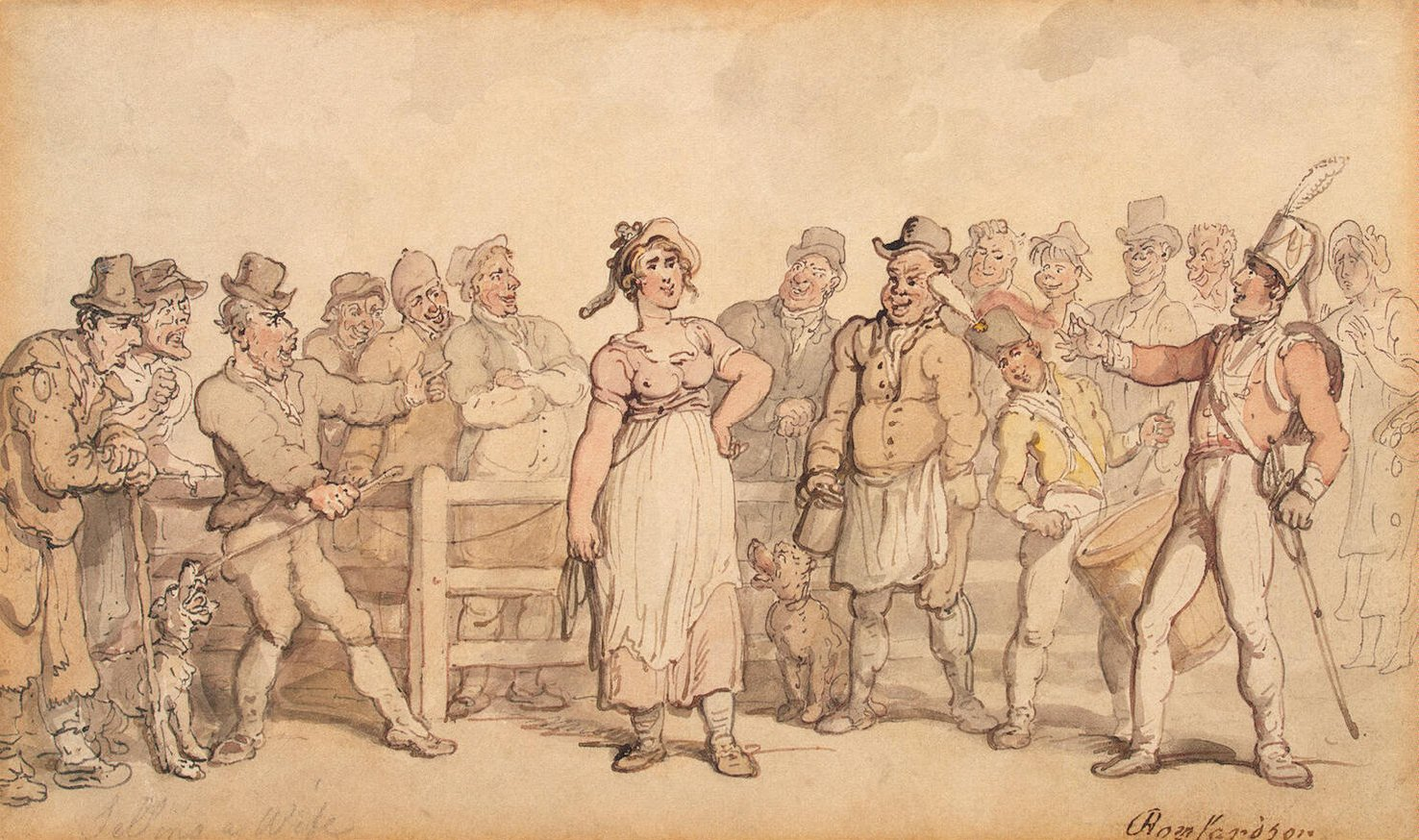
مزاد بيع الزوجة

بيع الزوجة مصطلح يشمل قيام الزوج ببيع زوجته، في بعض الأحيان إلى زوج أخر، من أجل الطلاق، أو قيام بعض الأطراف غير المتعلقة بالزواج مثل: تُجار العبيد، بعمل تخفيضات على بيع الزوجات. لا تقوم كافة المصادر بوضع تعريف لمصطلح بيع الزوجة.
أحيانًا، يُمكن للزوجة أن تختار زوجها الجديد، ولكن بشرط أن يٌجرى الاختيار خلال مدة زمنية معينة. والمرأة صغيرة السن ذات الجاذبية الجنسية لديها فرصة أكبر للاختيار. في بعض المجتمعات، يُمكن للمرأة أن تتخلص من هذا الزواج عن طريق دفع نقود ثمنًا لحريتها، أو أن يقوم الزوج باتباع الطريقة ذاتها للطلاق. ومع ذلك يمكن للمجتمع أن يُحرّم امتلاك المرأة حقوق مساوية للرجل؛ فهى لا يمكنها بيع زوجها. كما يمكن للمجتمع أن يُنكر جميع حقوقها - حتى حق الرفض - إذا ما قرر الزوج بيعها. بعض الأوقات يتم الطلاق بموافقة كلا الطرفين، ولكن يُعد الطلاق غير صالح، إذا لم تؤمن الزوجة به إيمانًا تامًا، وعندها يستطيع الزوج بيع زوجته.
كانت الخيانة الزوجية مبرر للبيع بسبب بقاء الزوجة مع رجلٍ اّخر غير زوجها دون زواج. في بعض الحالات، يُمكن للزوج أن يبيع زوجته، ثم يلجأ إلى المحكمة بعدها مطالبًا بتعويض ردًا على خيانة زوجته له. كما يُمكن تصنيف انخفاض قدرة الزوج على تحمل مسؤلية العائلة، والديون المتعلقة بأمور ما قبل الزفاف من ضمن أسباب أخرى لبيع الزوجة. غالبًا ما تتفرق العائلات المُستعبدة: حيث تُباع الزوجات، والأزواج، وحتى الأطفال إلى مُشترين متفرقين. وعادةً ما يتفرقوا للأبد. علاوة على ذلك، كان التهديد ببيع الزوجة طريقة مُثلى لبقاء الزوج العبد يدٍ مطيعة لسيده. كما تُباع الزوجة في سوق العبيد في الحالات الاّتية: إذا كانت زوجة لعبد، أو إذا قُتل زوجها. في بعض الأحيان يضطر البعض إلى بيع زوجاتهم، وأطفالهم لدفع الضرائب. بالأخص إذا كانت باهظة لدرجة أنها تحرم الرجل من أدنى حقوقه؛ حق الحياة. يستخدم البعض بيع الزوجة سواء كانت حرة، أوأمة لدفع ديون لعبة القمار. أحيانًا يعامل البعض المرأة على أنها جزء من الميراث، كما تحتجزها الحكومة المحلية في حالة وفاة الزوج دون وريث. بالإضافة إلى ذلك، تأتيالمجاعات التي تُعد سببًا اّخر لبيع الزوجة بسعر أقل. إكتًشفت قضية الإتجار بالزوجة في العديد من المجتمعات على مر القرون والتي لا تزال موجودة في العصور الحديثة. فمن المناطق التي شهدت مثل تلك القضية: الولايات المتحدة وتشمل اليابان بين من جزر الهاواي، وسكان أمريكا الأصليين في قبائل كارولاينا، وجالينوميرو، ويورك، وفلوريدا، وفي المحيط الهادي الشمالي الغربى. كما وُجدت أيضًا بين السكان الأصليين لجزيرة كودياك - المعروفة حاليًا باسم جزيرة اّلاسكا - وفي كولومبيا، وانجلترا، وأستراليا (بين السكان الأصليين)، والدنمارك (ليس مؤكدًا وجود هذا)، وفي المجر، وفرنسا، وألمانيا، والهند، واليابان، واتحاد مالايا (من بين العمال الصينين). كما يُسمح بممارسة هذه العادة في تايلاند. توجد أيضًا في اّسيا الشمالية_ بين السكان الأصليين والأناضول(يمارسها اليوركيين)، وكافيرستان، وإندونسيا(بعض الأجزاء منها وليست كلها)، تانجينيكا، والكونغو وباموم، ووسط أفريقيا - في وسط بالوبا - وزامبيا، وجنوب أفريقيا(بين العمال الصينيين أيضًا)، وبوركينا فاسو، وأثيوبيا، والحبشة، ومصر، ولومبارديا، وروما القديمة أحيانًا كافتراض قانوني وأحيانًا كفعل حقيقى واليونان القديمة، وإيمار في سوريا. فُرضت بعض المحظورات الخاصة في تايلاند، وإندونسيا، وروما القديمة، وإسرائيل القديمة. بالإضافة إلى فرض تحريمات جزئية بالنسبة لذلك في إنجلترا، واليابان. كما مثَلت قضية بيع الزوجة اهتمام ثقافى شعبي في الهند، والولايات المتحدة الأمريكية، والصين، والدول الإسكندنافية، ونيبال، وغواتيمالا، والهند الهولندية. كما ذُكرت هذه العادة في ديانات عدة مثل المسيحية واليهودية.
أما عن وقت الحروب، فمن الممكن لأى طرف من الأطراف المعنية في النزاع أن تدعى على الطرف الاّخر ظلمًا ببيع الزوجة من أجل التجسس، وهذا هو ما حدث في رواندا. أحيانًا كانت توصف المتاجرة بخدمات الزوجة باسم المتاجرة بالزوجة. ومن الممكن أن تحصل المرأة على حريتها، بعد أن تستمر عملية البيع لعدة سنوات. ومع ذلك ينظر البعض لعملية بيع الزوجة على أنها مؤقتة حيث تستطيع الزوجة التي تم بيعها، وتزويجها لرجل أخر أن تعود مجددًا إلى زوجها الأول في الأيام الأخيرة من عمرها. بعض عمليات البيع التي لا تشمل الخادمات فقط بل والزوجات عمومًا تشبه بيع الخيول. كانت الزوجات المفترض بيعها تُعامل كما لو كانت مثل الأصول الرأسمالية، والسلع: فهناك قانون جعل الزوجة جزء من ممتلكات الزوج. وُصفت بعض عمليات البيع بالوحشية، والتفضيل الذكورى، والإقطاعية. كانت ممارسة بيع الزوجات تشبه تجارة العبيد. كانت مناقشة إحدى المناظرات في أفريقيا حول رأي الأفارقة في ممارسة بيع الزوجات، إما إذا كانوا لا يعتبرونها جريمة على الإطلاق، أو أن يكونوا ضد اعتقاد بقية الأفارقة الذين يفضلوها ويقدرونه. منعت بعض المجتمعات خصوصًا ممارسة بيع الزوجات. حيث فرضت عقوبة الموت على الأزواج المنتهكين لهذا القانون.
في بعض الأوقات يمكن للرجل الإفلات من أو تجنب هذا القانون الذي يمنع تلك القضية عن طريق تبنيه لدفع قدر معين من المال، ودخل مساوٍ لحق بيع الزوجة. يمكن للمجتمع أن يفرض ضرائب، وغرامات مقابل بيع الزوجة عوضًا عن منعه تمامًا. أحيانًا عندما تكون احتمالية العسكرية الأجنبية على وشك الحدوث، يُجبر تاجر العبيد على تقسيم العائلة. تقوم المنظمات المدنية النسائية، ومنظمات مكافحة الفقر بمحاربة بيع الزوجات من خلال بعض الأغانى الشعبية الحديثة. كما قامت قصة من مجموعة قصص شعبية بقلم كاتب مناصر لحقوق المرأة على اقتراح بشأن قضية بيع الزوجة، ولكن اعترضت الزوجة على هذا النوع من الاقتراحات مما أدى إلى منع عملية البيع. بالإضافة إلى قصة أخرى تتحدث عن مناصر لحقوق المرأة، ومؤيد للعدالة. تدور أحداث القصة عن زوج يُتهم أو يُحكم عليه من خلال قضية بيع الزوجة في لعب القمار.

## التاريخ والممارسة الفعلية

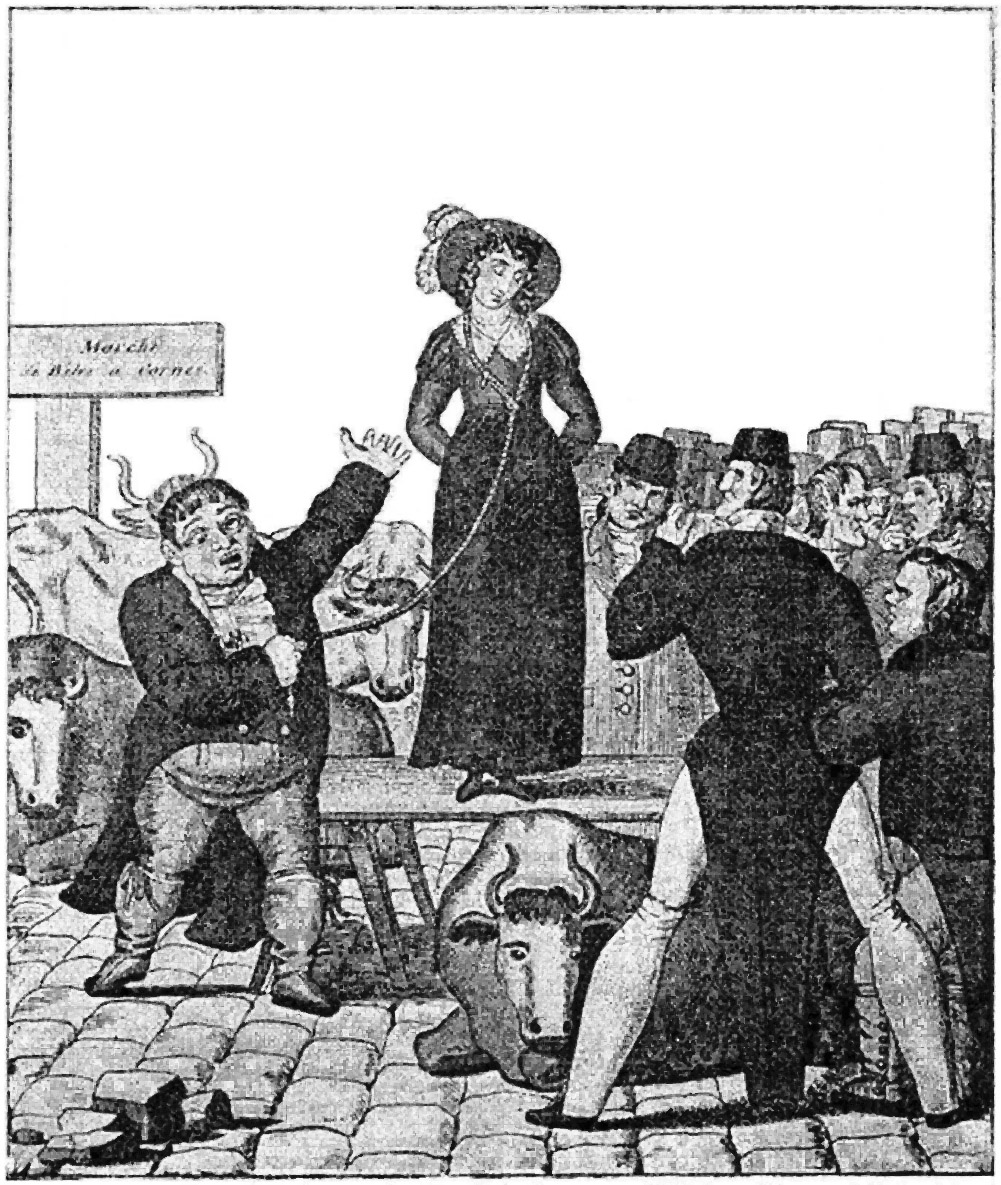
زوجة مربوطة من رقبتها معروضة في مزاد لبيع الزوجات، و هى عادة اشتهرت بها إنجلترا

### إنجلترا

#### الطلاق
بدأت عادة الإنجليز في بيع الزوجات في أواخر القرن ال17، وذلك عندما كان الطلاق مستحيلًا للجميع عدا الطبقات شديدة الثرى. بطريقة أشبه بالطقوس الاحتفالية، يقوم الزوج بربط زوجته بزمام حول رقبتها، أوذراعها، أوخصرها معلنًا عن بيعها في المزاد للمشترى الذي يدفع أكثر. على الرغم من عدم وجود أي أصول لهذه العادة في القانون-الأمر الذي أدى إلى رفع دعوى قضائية في هذا الصدد- ظل موقف السلطات مبهمًا بالأخص في منتصف القرن ال19 وما يليه. فعلى سبيل المثال أعلن قاضيًا في القرن ال19 أنه يؤمن أنه لا يمتلك الحق في تحريم بيع الزوجة، وأن هناك بعض الحالات التي يسنها مشرعو القانون حيث يجبرون الأزواج على بيع زوجاتهم كحل بديل لوضع عائلته في الإصلاحية. انتشرت عادة بيع الزوجات حتى في ويلز، واسكتلندا، وأستراليا، والولايات المتحدةالأمريكية وذلك قبل اندثار تلك العادة في أوائل القرن ال20.

### الولايات المتحدة

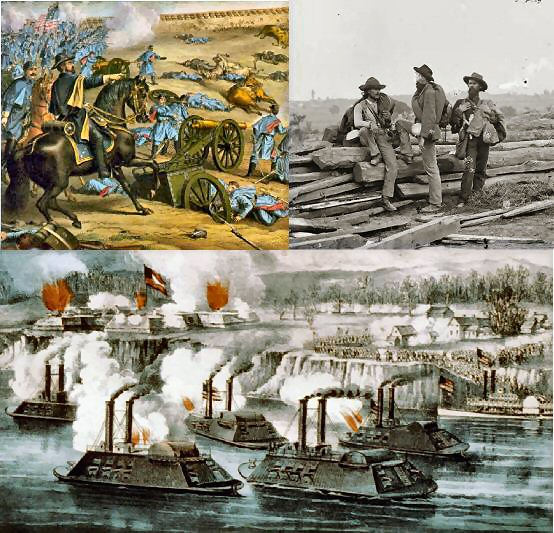
الحرب الأهلية الأمريكية

يعتقد ريتشارد براندون موريس أن هذا «عرض فريد من نوعه» حيث كانت «فاتورة بيع» في عام 1781 في كارولاينا الجنوبية تحتوى على قيام رجل بعرض «زوجته وممتلكاته» للبيع مقابل «دولارين ونصف دستة من قوارير الخمر». وبعدها يكون لدى المُشترى الحق في «امتلاك زوجة البائع إلى الأبد بالإضافة إلى يوم اّخر». طبقًا لما قاله موريس، بالرغم من أن إدارة القانون كانت إلى حد ما في وضع غير مستقر سواء بالنسبة للقوانين العامة أو قوانين الزواج أثناء فترة الاحتلال العسكرى البريطانى في تشارلستون، بعدها أصبحت القوانين في كارولاينا الجنوبية تبيح بيع الزوجات بشكل مُوسع. كتب موريس أن من المحتمل أن كتابة صك البيع كانت طريقة «لحل عصمة الزواج» حيث كانت الدولة تُحرّم الطلاق " كما كان فقراء الجنس الأبيض ، والمناطق الريفية في الدولة يتجاهلون قوانين كنيسة إنجلترا من حيث قوانين الزواج كثيرًا". ربما كان الغرض من صك البيع المذكور أيضاً تقليل التزام، أومسئولية الزوج عن ديونه بسبب إعالة زوجته، وأولادها بالإضافة إلى ديونها المستحقة قبل زواجهما. لم يكن هذا الصك، على الأرجح، يُستخدم بغرض بيع أمة سوداء، أوخادم مُلزم بعقد طويل الأجل. وبالرغم من أنه كان مُستبعدًا أن يُستعمل هذا الصك لبيع امرأة هندية، أومن أصل مختلط، لم يكن هذا مستحيلاً.

#### الهنود وسكان بلاد أصليون
مارست قبيلة كارولينا، إحدى قبائل هنود أمريكا طبقًا لما أورده ويليام كريستى ماكلويد عام1925، المُشترك في قضية عبودية الدين. حيث عرّف سكان كارولينا العبد أنه "هو الشخص الذي يعتمد في خنوع على سيده من أجل المعيشة". ووفقًا لما إقتبسه ماكلويد من لوسون "إذا تزوج الرجل من أرملة لرجل مديون فإنها تتحمل جزءًا من تلك الديون، بالرغم من أنها زوجة لهذا الرجل في الوقت نفسه. فيمكن للزوج أن يحصل على زوجته مقابل تسديد ديون زوجها المتوفى للدائنين. ثم يقوم بعدها ببيع زوجته لرجل أخر من أجل زوجته الأولى". كان لوسون يرى العديد من تلك الصفقات تُجرى كل يوم". كما يقول لوسون أنه ليس غريبًا أن ترى الرجال يقومون ببيع زوجاتهم كما يقومون ببيع خيولهم في الأسواق الخيرية. كان للرجل الحق ليس فقط في تبديل زوجاته كيفما يشاء بل أيضًا في أن يمتلك العديد منهم.
وفقًا لجورج إليوت هوارد فيما نشره في الصحافة عام 1904، «في حال عدم رضا الزوج عن زوجته، يُمكن للشاب في كاليفورنيا أن يعقد صفقة مع رجل اّخر ويقوم ببيع زوجته له مقابل صرر من المال».
علاوة على ذلك «بين سكان يورك في كاليفورنيا، يقوم الطلاق على رغبة الزوج يُنفذ بشكل يسير. فإن الإجراء الشكلى الوحيد الذي لابد منه؛ هو أن يسترد الزوج من والد زوجته المال الذي دفعه من أجل زوجته». طبقًا لما ذكره هوارد فيما نُشر له عام 1904.
في أواخر القرن ال17 ومنتصف القرن ال 18، وفقًا لإيليس فرانسيس دينيس، بين بعض القبائل الهندية في شمال غرب المحيط الهادئ، أن رجلان هنديان من قبيلة أو قبائل غير معروفة قُتلا وأن «أرملة واحدٍ منهما وإبنتيه ظلوا ينوحوا لأنهم سيُباعوا عبيدًا.» لم تكن جميع القبائل في هذا الإقليم وهذا العصر تقوم ببيع الزوجات؛ فكما ذكر دينيس «يقول روس أنه لم يشهد قط أي عملية واحدة يقوم فيها واحدًا من قبيلة شينوك، أو القبائل المُجاورة ببيع زوجاتهم». في عامى 1802 و 1803، بين السكان الأصليين لجزيرة كودياك، طبقًا لما قاله جبريل إيفانوفيتش دافيدوف «لا يعتبر أهالي الجزيرة الولاء العسكري دائمًا فضيلة، وفي العديد من الحالات يُمكن للزوج أن يبيع زوجته مقابل هدية بسيطة». ومن الجدير بالذكر أن جزيرة كودياك تُدعى في الوقت الراهن بألاّسكا والتي أصبحت بعدها جزءاً من روسيا. في القرن ال16 في فلوريدا تقريبًا، وفقًا لشاهد عيان لم يُذكر اسمه أن بين هنود فلوريدا «يمتلك الحاكم السلطة لأن يعطى، أو يبيع الزوجات إلى من لديه الرغبة في الزواج».

#### شعوب السلالة الأفريقية
كان هناك «رجل ذات أصول زنجية.. كانت لديه ابنة...ذات مسحة قليلة من الأصول الزنجية. اعتقد الجميع أنها يجب ألَّا تتزوج سوى رجلُ أبيض، كما كان الأب يأمل أن يعطيها مهر مناسب نتيجة لذلك الزواج. بعدها جاء رجل من أصول قوقازية تمامًا من دول الجنوب إلى تورونتو وتودد إلى الابنة وفاز بقلبها. بعد ذلك تزوجا وأخذ الزوج زوجته إلى بيته في الجنوب. ولكن بعد فترة غير بعيدة فزع الأب عندما علم أن هذا الزوج الخائن المُخادع قد باع زوجته لتكون من العبيد. وعندئٍذ ذهب الأب إلى الجنوب فجأة وبعد جهد مُضنى وتكاليف باهظة، استطاع أن يعيد إبنته الحزينة مُجددًا إلى بيته. إبنته التي تُعد ضحية للخيانة الوحشية» وفقًا لدبيليو أر ريدل. لم يكن كل أصحاب الأصول الأفريقية في منطقة نيو يورك منذ عام 1776-1783 عبيدًا. ففى بعض الحالات، لم تستطع السجلات أن تكشف عن أوضاعهم. كان هناك «مجموعة من الرجال السود ... تمت محاكمتهم محاكمة عسكرية بسبب قتل مالك للعبيد والذي كان قد باع للتو زوجة إحدى المتهمين في مدينة نيويورك».
عام 1863، تم إعفاء وليام ووكر ريان الثاني والذي كان معارضًا للعبودية وللإنفصال، كما تم وضعه ضمن قائمة الخدمة العسكرية للإتحاد _ تُعرف فيما بعد بالولايات المتحدة_من العسكرية. ووفقًا لما قالته إبنته مارغريت رايان كيلي أن والدها جاء يومًا إلى المنزل " ومعه رجل قوقازى يُدعى أوجست" والذي دفع والدها له مالًا. كما أشارت أن أوجست قال" أن أقاربه من الجنس الأبيض قد غدروا به واّذوا زوجته وكان هذا سببًا لحزنه الدائم.... وعندما حصل على 200 دولار، قرر العودة إلى فيرجينيا والوصول إلى أهله."

##### العبوديةالسوداء
يتم سرد القضايا من بلاد مختلفة. فقد ذكر دانيال ميدرز أنه كان هناك أمَة وُلدت في كارولاينا الشمالية والتي انتقلت مسافة حوالى 50 ميل روت قصتها بينما كان عمرها بين ال5 إلى ال8 سنوات،" بينما كنت هناك، باع رجل (مجهول) والدتي في نيو أورلينز، تاركًا والدي في المنزل...بعدها انتقل سيدها إلى ألاباما، ثم لقى حتفه... تاركًا خلفه فواتير غير مدفوعة وسبعة من العبيد، قام الشريف ببيعهم كافة، عدا والدها. طبقًا لما أورده إسحاق جونسون بينما كان طفلًا عبدًا، " سُرقت والدته..من..مدغشقر«، و» تم إعطائها" إلى جد جونسون، الذي إعتبرها "خادمة"، ثم "ورثها" والد جونسون في كنتاكي. عامل والد جونسون جاين بكافة الطرق على أنها زوجة بالإضافة إلى أنها افترضت، بسبب سجيتها، أنها زوجة كذلك".
في عام 1851، عندما قرر والد جونسون أن ينتقل إلى كاليفورنيا ويبيع" مزرعته وحيواناتها (من ماشية، وطيور) "، قرر بيع والدة جونسون، وأولادها كذلك. لم يقدم أحدًا عرضًا لشراء أم وطفلها البالغ عامين من العمر، ولكن عندما إنفصلا عن بعضهما تم بيعها بمبلغ1.100$.
في إطار أخر،  ذكر ميدرز وهوبر، أن توماس هيوز كان عبدًا." كان هيوز قد أخذ للتو مبلغ كبير من المال من سيده في لويزيانا ورحل، بعدها تم النظر في قضيته وحُكم عليه بالإعدام. خلال فترة سجنه، قام سيده بزيارته وأحضر معه زوجة هيوز. ومن ثم وعده أنه إذا غاب عن الأنظار، " فإنه سيُحرر زوجته ولن يحاول إسترقاقه مجددًا". ولكن على حد قول ميدرز وهوبر، فإنه عندما وصلوا إلى بالتيمور، قام السيد ببيع الزوجة، وقرر أن يستعبد هيوز مجددًا، لكن هيوز غادر".
من ناحية أخرى، أخبر عبدًا كبير السن قريبًا من مدينة منف جنديًا يُدعى كوك إيتش تشونسى أن "سيده قد باع زوجته، وأطفاله لمُزارع قطن في ألاباما تسديدًا لديونه نتيجة لعب القمار. وعندما أخبر السيد بأنه قد ضاق ذرعًا بهذا الأمر، كانت النتيجة هي جلده عاريًا وضربه 40 جلدة بالسوط. في اليلة التالية، جرى إلى المُستنقعات، ولكن الكلاب البوليسية كانت تتبع أثره وأمسكت به. من المُحتمل أن يكون هذا حدت في ناشفيل، عاصمة تينيسي. لقد رويت هذه القصة لبعض الأولاد وأخبرونى أن هذا كله هُراء، وأن الزنوج قد كذبوا عليّ. ولكن هذه القصة تُماثل قصص كوخ العم توم، كما إنى أصدقها. فأبى يعرف كثيرًا عن مثل هذه الأشياء أنها صحيحة.
من ناحية أخرى، أثناء الثورة الأمريكية،" أعتقد السود ممن بقوا مع أسيادهم أن بوجود الجيش البريطاني، سيتمتعوا هم أيضًا مع أسيادهم بنفوذ غير مُسبق. كان هناك "إعلان يُعلن عن بيع امرأة زنجية شابة وأطفالها الأربعة. ادعى البائع أنه لم يبيعهم لأى خطأٍ إرتكبوه، ولكن لأن هذه المرأة لديها زوج في المدينة حيث لم تُرد السيدة أن تُفرق بينهما. فقد تحسنت فرصة الزوجة في التحرر من العبودية من خلال رحلة الطيران هذه."

#### هاواي والمهاجرين اليابانين
تطورت هجرة اليابانين إلى هاواي خلال أواخر القرن ال19، إلا أن نسبة النساء ممن هاجرن كانت قليلة. عاش أول جيل من المهاجرين اليابانين في الجزيرة على مسافة تبعد عن المجتمعات الأصلية. فعلى حد قول إيلين تامورا، هذه العزلة المصحوبة بسبب فشل توقعاتهم في الحصول على ما يكفيهم للعودة، أدى إلى انهيار مؤقت للمعايير الاحتماعية، وذلك الانهيار أدى إلى بيع الزوجات. كتب إيتش. جى. هتشكوك، سيد جزيرة هاواي، عام 1892 «أود أن ألفت انتباهكم إلى حقيقة، أقل أوأكثر رواجًا على الجزيرة، وهي أن اليابانيون يبيعون زوجاتهم، أوعشيقاتهم إلى بعضهم البعض.» وفي عام 1901 و 1904، كتب سيد جزيرة ماوي أن«بالنظر إلى اليابانين وعاداتهم من حيث طرق معاملتهم إلى النساء وبيعهم، وشرائهم للزوجات (و هكذا)، يجب القول أن هذا عمل شيطانى يجب التركيز عليه»، كما اقترح أن تُفعل القوانين التي تُجرم بشكل واضح بيع الزوجات. وطبقًا لمحادثة شخصية مع جوان هورى، كان السؤال المطروح هو «لماذا يفضل الرجل الزوجة التي سبق لها الزواج؟» وكانت الإجابة هي أن احتمالية الحصول على زوجة موجودة بالطبع على الجُزر أسهل من الحصول على زوجة من خلال صورة العرائس(وهي طريقة تقليدية للزواج يُمارسه اليابانيون، حيث يرتبط الزوج بالزوجة من خلال بعض الصور، والتوصيات العائلية).

### الصين
لدى العادات الصينية من حيث بيع الزوجات، أوبيع الطلاق تاريخ طويل، فهو يمتد من العصور الإمبراطورية حتى العصور الحديثة.

#### من الناحية التاريخية
وفقًا لوى سو، باحث في القرن ال14، مُقتبسًا من باول. جيه. سميث، «مع بداية الأسرة الحاكمة.... كان نظام فرض الضرائب، وخدمات الأيدى العاملة قائم في ذلك الوقت ... في نطاق ضيق. ونتيجة لذلك... أصبح الفقراء أكثر فقرًا. وصارت العائلات الفقيرة تبيع زوجاتها، وأطفالها لتسديد ما عليهم من ضرائب للدولة». كانت أول تحريم مُوثق لهذه الممارسة من خلال قانون مملكة يوان والتي يرجع تاريخها إلى القرن ال14. في ذلك الوقت، كان هناك نوعان من بيع الزوجات وكلاهما لم يكن قانونيًا. النوع الأول: عندما يبيع الزوج زوجته لرجل قد مارست الزوجة الخيانة الزوجية معه من قبل. أما النوع الثاني: عندما يبيع الزوج زوجته لأنها خانته، أولأنهم لن يستطيعوا الإستمرار في هذا الزواج. خلال حُكم أسرة مينغ، بدأت الفكرة، وهي أن بيع الزوجات القائم فقط نتيجة للخيانة الزوجية يجب المعاقبة عليه، في الترسيخ تدريجيًا. في عام 1568، شرع القانون بيع الزوجات بشكل واضح تحت ظروف عديدة. أبقى مشرعو قانون سلالة تشينغ على تشريع قانون بيع الزوجات، بينما ظلت تُحرم بيع الزوجة لعشيقها.
كما ارتبط نقص الطعام ببيع الزوجات. في عام 1834، بالقرب من مقاطعة جيانغشي، قال المُبشر ماثيولي عن «المجاعة... اكتسح فيضان الأنهار جميع المحاصيل... باعت فئة من المجتمع كل غالى، ونفيس... فقد باعت تلك الفئة في البداية زوجاتهم، ثم أبنائهم، وبناتهم، ثم باعوا أوانيهم، وأثاث المنزل. وانتهى بهم المطاف إلى هدم منازلهم لبيع أخشابه.» وصف مصدر في القرن ال19 تلك العادة بأنها كانت تقليدية بين الطبقات الفقيرة في الصين: «كانت الفئات شديدة الفقر تتزوج وفقًا لشروط مُتفق عليها، من ثم تبيع، أوتشتري الزوجات وقتما تشاء.»
على حد قول هوارد، كما نُشر عام 1904، «يُقر القانون الصيني ... أنه إذا إتُهمت المرأة بخيانة زوجها...فإذا لم تكن قد لاقت هذه الزوجة عقوبة الموت... فإن الزوج عندها... يكون له الحق في بيعها كسيدة خانت زوجها بشرط أنه لم يقودها إلى الفاحشة من قبل، أو أنه لم يبعها لرجل مُذنب».
أيضًا وفقُا لما أورده هوارد، كما نُشر عام 1904، في الصين،«يُمكن للزواج أن ينتهي عن طريق اتفاق متبادل بين الطرفين»«ولكن الاتفاق ... يجب أن يكون قائم على الإيمان الشديد. فإذا ما قررت الزوجة الانفصال بنية ارتكاب جريمة يعاقب عليها القانون وهي إقامة علاقة مع رجل اّخر، يُعد الطلاق غير صالح. وعندها يُمكن للزوج أن يبيع زوجته بسبب عدم إيمانها التام بالطلاق».
علاوة على ذلك، كان هناك مجاعة في مقاطعة شنشي في1928-1930. طبقًا لما أوردته الصحف المحلية وما قاله ليونارد تي.كى.وو، أن الفلاحون اللذين «قاموا برهن، وبيع أراضيهم التي كانت مصدر معيشتهم» قاموا بعدها ببيع زوجاتهم.

#### الصين المعاصرة
عندما تولى الحزب الشيوعي الصيني الحكم عام 1949، أصبح بيع الزوجات أمرًا مُحرمًا واتخذت الحكومة الإجراءات اللازمة لإستئصال هذه الممارسة تمامًا. خلال المجاعات التي سببتها القفزة العظيمة للأمام، مارست المناطق الفقيرة بيع الزوجات. كما في عام 1997، ظلت الأخبار تورد بشأن ممارسة تلك المناطق الأكثر فقرًا في البلاد لتلك العادة.

### اليابان
في فترة حكم إيدو عام (1600-1868) طبقًا لجون مارك رامسير وتاكيوشي كاواشيما " اعتاد الرجال أن يبيعوا زوجاتهم وأطفالهم أو أن يؤجروهم لأجل طويل.... وكان هذا بمثابة وباء ينم على الوحشية منتشر في المجتمع الأسيوي الذكوري الإقطاعي. استكمل رامسير قائلًا " أن عمليات البيع والتبني تحولت لتكون أبدية ودائمة"، ويبقى الفرق في أن عمليات البيع كانت أحيانًا مُحرمة قانونيًا لذلك كان التبني يُعد طريقة بديلة للبيع حيث إن التبني له نفس الأثر ويتم الدفع من أجله مثل البيع. دائمًا ما كانت عمليات البيع تتحول إلى عبودية. كما وصل عدد عمليات البيع والتبني المُعلن عنها على حد علم رامسير إلى 52 عقد وذلك من عام 1601 إلى 1860. من بين ال52 عقد، 35 عقد تم لبيع أو تبني النساء و 17 للذكور. كما اشتملت بعض العقود الأطفال أيضًا. بعد عام 1740، اختفت "عقود البيع كثيرًا". كان الاختفاء جليًا لأنه مع تزايد الطلب على القوى العاملة غير الزراعية، أصبح الهروب بعيدًا أو الفرار أمرًا أسهل وأكثر جدوى.

### الهند
طبقًا لما أورده عرفان حبيب، في القرن ال16 وال 17 في منغال الهندية، بالرغم من أن النظم الإستبدادية أحدت من الحصول على جزء من دخول الدولة إلى الحد الذي يسمح للفلاحين العيش بالكاد، فعمل المجمعون المحليون عادة على التظاهر بعدم الرغبة في الالتزام بذلك، وعلى انتهاك تلك التنظيمات والهروب منها، وعلى التعظيم من قدرة الفلاحين على الدفع. كان هناك قانون واحد يحظر الإستيلاء على الزوجات والأطفال وبيعهما للمحاربين، إلا أنه سرعان ما لجأ الفلاحون إلى بيع زوجاتهم، وأطفالهم، ومواشيهم من أجل تسديد متطلبات الدخل القومي.

### أفريقيا

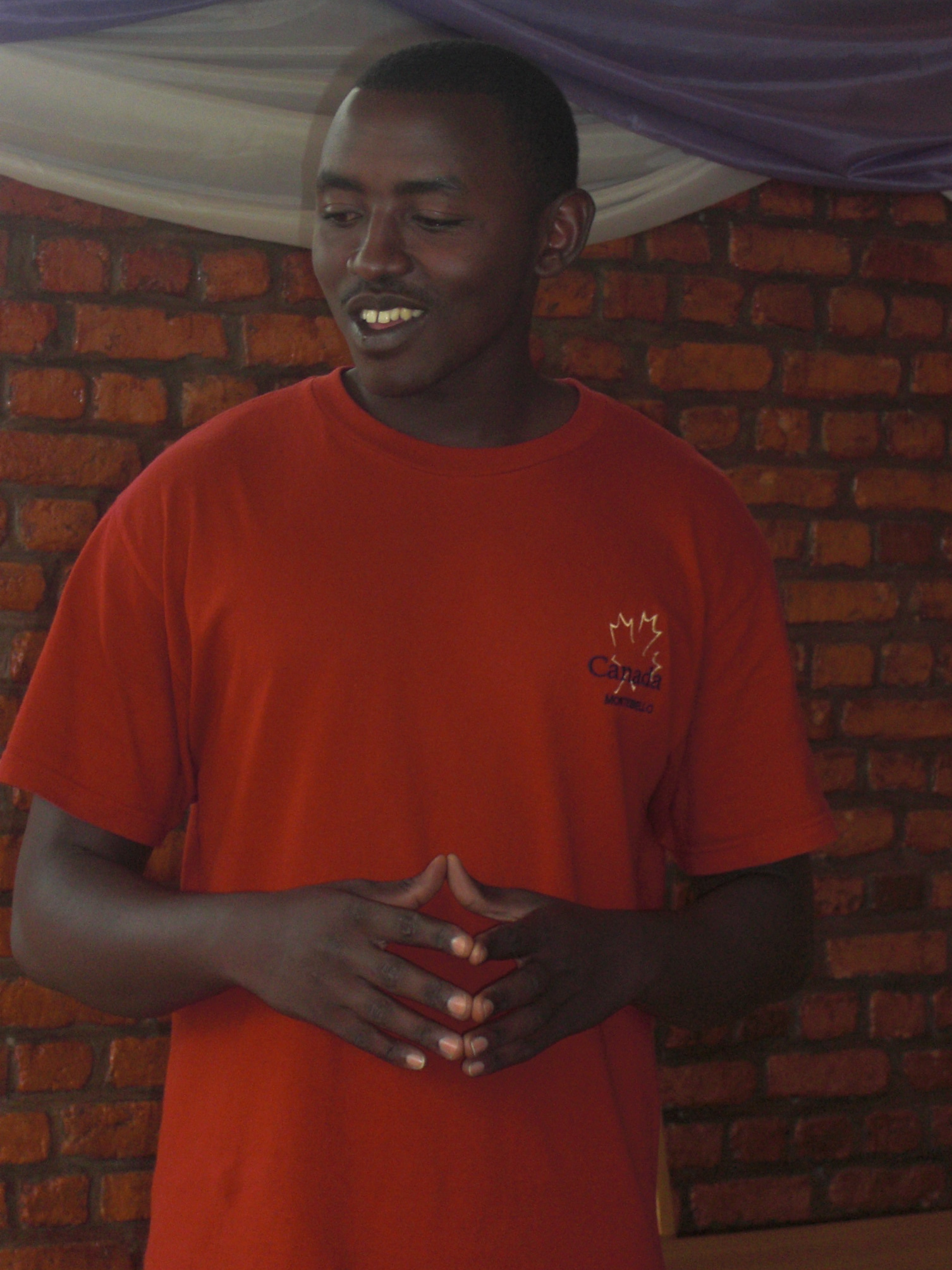
رجل من توتسي.

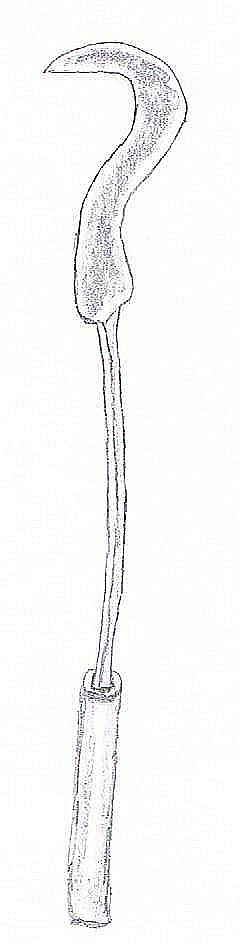
سكينة قذف تقليدية من الهوتو

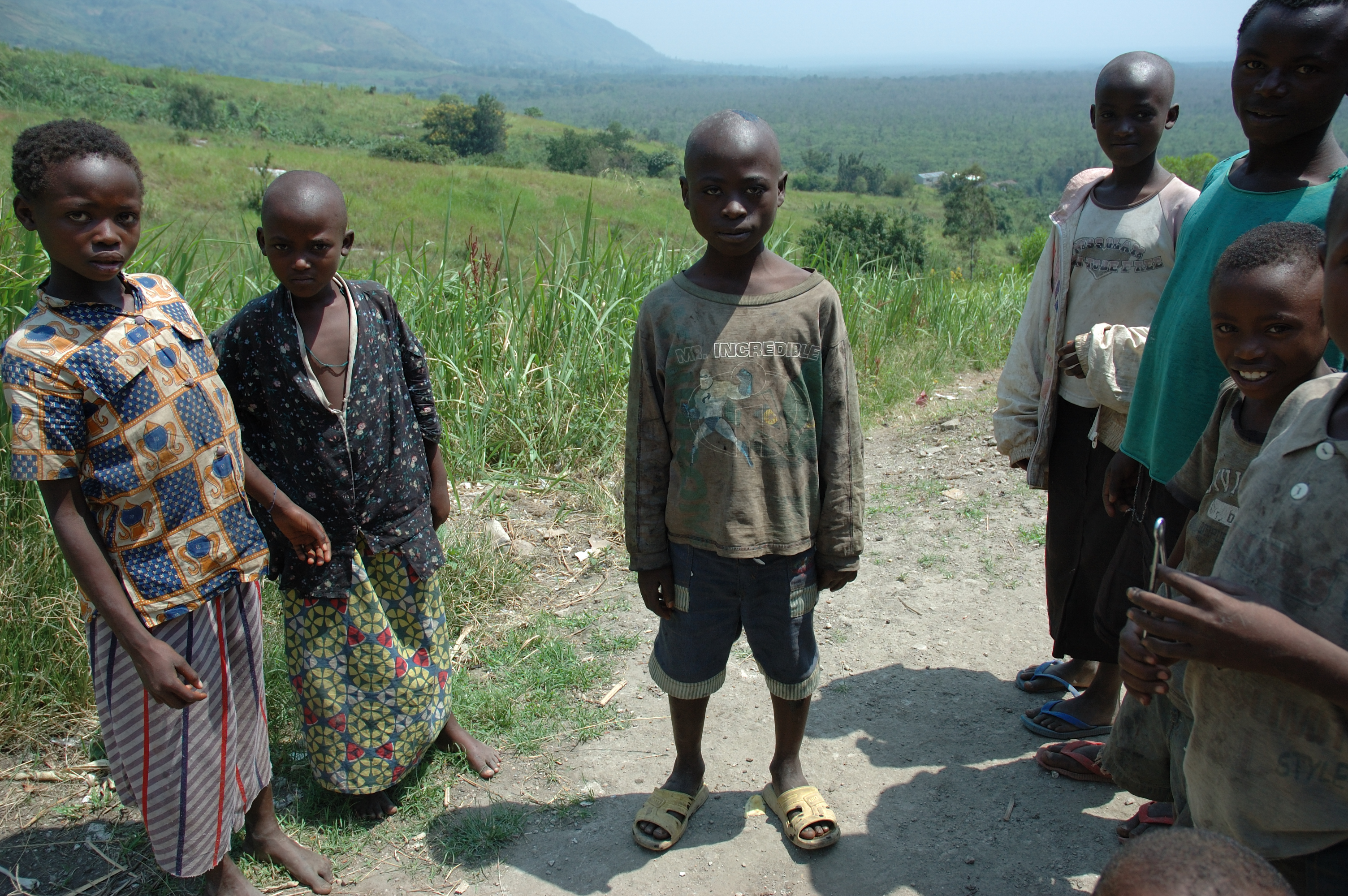
أطفال من الهوتو و رواندا في حديقة فيرونغا الوطنية

في أفريقيا عمومًا، طبقًا لما أورده بركر شيبتون عام 1990 «في بعض الأحيان، يبيع الأزواج زوجاتهم في أوقات المجاعات وافتقار الطعام، ولكن لا يحدث العكس». من ناحية أخرى، ردًا على إدعاء ديفيد هيوم بأن الأفريقيين «يعتقدون أنه لا جريمة في بيع الأخر»، كتب أوتوباه كوجوانو، فيلسوف أفريقي، «لا شئ يمكن أن يكون أكثر تناقضًا من هذا لأنهم يتمسكون بكل شئ مُحبب وقيم بالنسبة لهم».
في غرب أفريقيا، بموجب إتفاقية تحالف اّرو، وفقًا لما قاله ديفيد جرايبر أنه " يمكن للرجل الذي لا يحب زوجته وإذا كان بحاجة إلى أعواد من النحاس الأصفر أن يأتي بعدة أسباب تشجع على بيعها وسيتفق معه أهالي القرية الكبار في ذلك ولا سيما أن لهم نسبة من الأرباح". في عام1955، في شمال تنجانيقا في حي الماساي، يقول روبرت غراي أن أهالي السونجو يحولون ملكية " الزوجات أو كما تقول حقوق الزوجات". كتب السيد غراي عن السونجو أنه " يشمل النظام الحيوي للتبادل الاقتصادي بيع وشراء حقوق المرأة والتي في كثير من التعاملات الاقتصادية يعاملونها مثل بقية السلع.
وفقًا لما أورده السيد غراي، «عندما يموت الزوج فإن حقوق زوجته تُورث لأخيه الأكبر طالما كان على قيد الحياة».
ففي هذا الصدد، تُعامل الزوجات بشكل يختلف عن كونها جزء من ثروة الزوج؛ فيمكن للأخ أن يتخذ هذة الأرملة زوجة له. ويمكن له أيضًا أن يبيع حقوقها كأرملة لرجل أخر، ولكن من أجل فهم ماهية تلك الصفقات، فعلينا أن نضع في اعتبارنا الجانب الغامض من زواج أهل السونجو.
يعتقد الكثير أنه عندما يموت الزوج أو الزوجة فإنه في نهاية المطاف ستجتمع الروح مع شريكتها ثانيةً في عالم الأرواح. تم شرح هذا المعتقد في إحدى الأساطير القديمة؛ فسابقًا كان يُمكن لشخص الميت في بعض الأوقات أن يعود إلى الأرض لمساعدة أقاربه هنا ولكن الروح الأخيرة والتي تجسدت ماديًا على الأرض تمت إهانتها والتعهد عليها بأنه منذ ذك الوقت ستبقى الأموات في عالم الأرواح؛ وقد أوضحت الروح قبل رحيلها أن أرواح الأزواج تنتظر شريكتها والعكس كذلك حتى يموتوا هم الأخرون ومن ثم يجتمعوا للمرة الثانية سويًا هناك.و استكمل غراي " أن قيمة المرأة صغيره السن كزوجة لم يتدهور عمومًا لأنه سبق لها الزواج، كما أن الزوج في بيعه للزوجه يحاول أن يربح مقدار ما دفعه كمهر لزوجته وهو ما تم تحديده في الأساس بناءً على الحالة الاجتماعية لعائلتها الأم مع إخضاع السعر إلى العرض والطلب. هناك بعض القيود التي تعوق احتمالية إيجاد مشترِ في نفس القرية. بعد ان يُعثَر على مشترٍ تُمنح الزوجة مهلة للبحث عن زوج أخر أفضل قبل أن يُطلب منها أن تتزوج من المشترِ الذي اختاره لها زوجها.

### أمريكا اللاتينية
في كولومبيا تحت الحكم الاحتلالي الاسباني وبالأخص مابين 1750 و 1826 ووفقاً لما أورده ديڤيد تشاندلر أن القانون الأسباني«أتاح للعبيد الزواج وإقامة عائله حتى وإن كان هذا ضد رغبة الأسياد كما حرم تفريق العائلة عن طريق البيع ولم يكن تفريق عائلة العبيد أمراً شائعاً»
كتب تشاندلر أنه" إذا تفرق أحد ألازواج عن زوجه في منطقة أخرى بسبب البيع، يمكن للطرف الآخر، ولو بعد عشرة أعوام، ان يقدم التماس إلى المحكمة كي تسمح للأخير بالبحث عن مشترٍ وهكذا يمكن للزوجان ان يجتمعا ثانيةً، وهذه الحالات، والتي من خلالها تُباع المرأة أولاً ويليها زوجها، قد صدّق عليها القانون عامي 1802 و 1806. أورد تشاندلر عام 1808 عن سيد باع عبده، الزوج، لسيد آخر، وبعد نزاع قام بين العبيد والسيد البائع، تم استدعاء السيد الذي قام ببيع الزوج على الفور إلى المحكمة لبيع زوجة العبد إلى السيد الآخر هي كذلك ومن ثم تتمكن عائلة العبد من أن تعيش معاً ولا يكتفوا بالزيارات فقط وقد تم الامتثال لأمر المحكمة.

### روما القديمة
تولّى الزوج، في روما القديمة، سلطة الحياة والقتل، والمعروفة «بسلطة الحياة والموت» ، على زوجته في كثير من الاحوال؛ فيكون الزوج هو رب الأسرة طبقاً لكيث برادلي، كتب أوغسطين «أنه كان هناك» رجل مسيحي «باع زوجته كعبدة لأنه فضَّ الحصول على المال». ووفقاً لما أورده إدوارد جيبون، أنه في الفترات الأولى من المجتمع الروماني الشرقي، كان يمكن للزوج أن يبيع زوجته لأنها تُعد من ضمن أبناءه والذين يمكن له بيعهم كذلك. ووفقاً لبروس چورچ.

### بابل
في بابل، قبل الميلاد بحوالي 1700 عام، كان قانون شريعة حمورابي هو القائم اّنذاك. ووفقًا لإيتان ليفين فقد " أتاح قانون حمورابي الفرصة للزوج أن يبيع زوجته لسد ديونه، بالرغم من وجهة النظر السابقة، ومن المحتمل أن تكون مُهملة أو لم يتفق عليها العلماء، وتنص على أن بيع المرأة يقتصر فقط على بيع حقوقها. وجادل تيوفيل ميك عام 1948 على أن القانون " يجب ترجمته على النحو التالي: .....117§ «إذا جاء إلزام ضد سيد إقطاعي قد باع» حقوق«زوجته، فعليهم» الزوجة على سبيل المثال، أن تعمل في بيت المشتري أو أن تكون مُلزمة له لمدة 3 أعوام، عى أن تسترد حريتها في العام الرابع. وهناك نظرية أخرى وهي أن القانون له ثغرة، ليست للبيع، وهي أن يكون هذا لمدة محددة. وبالتحديد، طبقًا لإرنست كوهن عام 1938، إذا وقع رجل في دين وباع زوجته وابنه وابنته أو سخرهم للعمل لسد ديونه، ففي هذة الحالة تظل الزوجة والأولاد يعملوا عند مشتريهم أو عند صاحب السخرة عليهم وفي العام الرابع يُمكن للزوج أن يستردهم وأن يعودوا للوضع السابق.